# Coutiches
Coutiches är en kommun i departementet Nord i regionen Hauts-de-France i norra Frankrike. Kommunen ligger i kantonen Orchies som tillhör arrondissementet Douai. År 2022 hade Coutiches 3 341 invånare.

## Befolkningsutveckling
Antalet invånare i kommunen Coutiches
| Referens: INSEE |